# Neomammillaria uncinata
Neomammillaria uncinata là một loài thực vật có hoa trong họ Cactaceae. Loài này được (Zucc. ex Pfeiff.) Britton & Rose mô tả khoa học đầu tiên năm 1923.